# ألبرت شيندلر
ألبرت شيندلر (بالألمانية: Albert Schindler) هو رسام نمساوي، ولد في 19 أغسطس 1805 في Andělská Hora (Bruntál District) ‏ في التشيك، وتوفي في 3 مايو 1861 في فيينا في النمسا.